# Cần và đủ
Trong logic và toán học, cần và đủ là các thuật ngữ được sử dụng để mô tả mối quan hệ có điều kiện giữa hai mệnh đề. Ví dụ, trong câu điều kiện: "Nếu P thì Q ", Q là điều kiện cần đối với P, vì sự đúng đắn của mệnh đề Q được đảm bảo bởi sự đúng đắn của mệnh đề P (câu mang ý nghĩa tương đương là: không thể có P mà không có Q ). Tương tự, P là điều kiện đủ với Q, bởi vì mệnh đề P đúng thì mệnh đề Q chắc chắn đúng, nhưng mệnh đề P không đúng không phải lúc nào cũng có nghĩa là mệnh đề Q không đúng.
Nói chung, điều kiện cần là điều kiện phải có để điều kiện khác xảy ra, còn điều kiện đủ là điều kiện tạo ra điều kiện đã nói đến. Khẳng định rằng một mệnh đề nào đó (mệnh đề A) là điều kiện "cần và đủ" của một mệnh đề khác (mệnh đề B) có nghĩa là mệnh đề trước (A) là đúng khi và chỉ khi (hay tương đương) mệnh đề sau (B) là đúng. Có nghĩa là, hai mệnh đề phải đồng thời đúng hoặc đồng thời sai.

## Định nghĩa
Trong câu điều kiện, "nếu có S, thì có N ", nội dung của S được gọi là tiền đề, và nội dung của N được gọi là hậu quả. Câu điều kiện này có thể được viết theo một số cách tương đương (không thay đổi ý nghĩa), chẳng hạn như "Có N nếu có S", "Có S chỉ khi có N", "Có S ngụ ý có N", "Có N được ngụ ý bởi có S", S → N, S ⇒ N và "có N bất cứ khi nào có S”.
| S | N | {\displaystyle S\Rightarrow N} | {\displaystyle S\Leftarrow N} | {\displaystyle S\Leftrightarrow N} |
| - | - | ------------------------------ | ----------------------------- | ---------------------------------- |
| Đ | Đ | Đ                              | Đ                             | Đ                                  |
| Đ | S | S                              | Đ                             | S                                  |
| S | Đ | Đ                              | S                             | S                                  |
| S | S | Đ                              | Đ                             | Đ                                  |